# Björkman (släkter)
Björkman är flera släkter med efternamnet Björkman. Följande släkter med etablerade särskiljande beteckningar[källa behövs] märks:
- Björkman (Hillesläkten) från Björke i Hille socken Gästrikland, en gren skriver sig Björkmanson
  - Göran Björkman (1860–1923), ämbetsman, översättare
  - Signhild Björkman (1906–1994), skådespelare
- Björkman (Bärbosläkten) från Södermanland, en gren skriver sig Biörckman
  - Erik Björkman (1872–1919), professor, språkvetare
- Björkman (Bjerka-Skramstad-släkten) från Skramstads säteri i Gamleby i Småland, en gren skriver sig Bennich-Björkman
  - Axel Björkman (1869–1957), brokonstruktör
  - Astrid Björkman (1886–1967), överläkare och kvinnopionjär
  - Bo Bennich-Björkman (1926–2010), professor, litteraturvetare
  - Nils-Göran Bennich-Björkman (1929–2023), båtkonstruktör
  - Johan Björkman (1944–2007), finansman
  - Li Bennich-Björkman (född 1960), professor, statsvetare
  - Liss-Eric Björkman (1913–1998), häradshövding, kulturhistoriker
  - Lis Landeman (född 1959), fotbollsspelare
- Björkman (Marbäck-släkten) från Marbäck i Kinds härad i Västergötland
  - Alf Björkman (1819–1900), skolman
  - Carl Björkman (1831–1908), landshövding
  - Carl Björkman (1901–1961), bokförläggare
  - Gustaf Adolf Björkman (1871–1941), borgmästare, politiker
  - Ulf Björkman (militär) (1924–2021), officer, kunglig adjutant
  - Lars Björkman (politiker) (född 1936), riksdagsman
  - Stig Björkman (född 1938), filmregissör
- Björkman (Värmlandssläkten), en gren skriver sig Biörkman, en finlandssvensk gren adlad Björkenheim
  - Bengt Magnus Björkman (1745–1824),  brukspatron
- Björkman (Tomtasläkten) från Björksta socken i Västmanland
- Cavalli-Björkman från Björke i Skee, Bohuslän
  - Hans Cavalli-Björkman (1928–2020), bankman
  - Görel Cavalli-Björkman (född 1941), professor, konsthistoriker
- Björkman från Överjärna i Södermanland
  - Carl Otto Björkman (1863–1948), politiker
- Björkman från Björka i Hjelmseryd, Småland